# Lixing-lès-Rouhling
Lixing-lès-Rouhling là một xã trong vùng hành chính Lothringen, thuộc tỉnh Moselle, quận Sarreguemines, tổng Sarreguemines-Campagne. Tọa độ địa lý của xã là 49° 09' vĩ độ bắc, 06° 59' kinh độ đông. Lixing-lès-Rouhling nằm trên độ cao trung bình là 225 mét trên mực nước biển, có điểm thấp nhất là 210 mét và điểm cao nhất là 343 mét. Xã có diện tích 4,22 km², dân số vào thời điểm 1999 là 830 người; mật độ dân số là 196 người/km².

## Thông tin nhân khẩu
| 1962 | 1968 | 1975 | 1982 | 1990 | 1999 |
| ---- | ---- | ---- | ---- | ---- | ---- |
| 652  | 675  | 734  | 717  | 789  | 830  |